# خورخي غاربي
خورخي غاربي هو مبارز بالسيف كوبي، ولد في 27 مارس 1953.

## وصلات خارجية
- خورخي غاربي على موقع أوليمبيديا (الإنجليزية)